# Buffalo (NFL)
Pour les articles homonymes, voir Buffalo.
Buffalo posséda une franchise NFL avant la mise en place des Bills de Buffalo. Cette première franchise basée à Buffalo dans l'État de New York, fut fondée en 1920. Elle porta le nom des  All-Americans de Buffalo de 1920 à 1923, puis des Bisons de Buffalo et des Rangers de Buffalo. La franchise cessa ses activités en 1930 après avoir connu une année sabbatique en 1928.